# Ga Bà Quẹo
Ga Bà Quẹo là một trong các nhà ga của Tuyến đường sắt đô thị Khu đô thị Tây Bắc - Thủ Thiêm nằm tại hai quận Tân Bình và Tân Phú, Thành phố Hồ Chí Minh.
Nhà ga nằm trên đường Trường Chinh, phía Đông Bắc giáp Sân bay quốc tế Tân Sơn Nhất, phía Tây giáp rạp chiếu phim CGV Pandora City, phía Đông Nam giáp đường Cộng Hòa.

## Bố trí ga

### Tuyến 2
| G                    | Mặt đất                         | Lối vào/Lối ra                                                                      |
| B1 Tầng trung chuyển | Tầng 1                          | Khu bán vé, khu thương mại, khu bộ phận kỹ thuật, khu cổng ra vào và cổng kiểm soát |
| B2 Tầng ke ga        | Ke ga 1                         | ← L2 Tuyến 2 đi Phạm Văn Bạch (Hướng đi Củ Chi) (giai đoạn 1, đang thi công)        |
| B2 Tầng ke ga        | Ke ga đảo, cửa sẽ mở ở bên trái |                                                                                     |
| B2 Tầng ke ga        | Ke ga 2                         | → L2 Tuyến 2 đi Nguyễn Hồng Đào (Hướng đi Thủ Thiêm) (giai đoạn 1, đang thi công) → |